# Louise Moillon

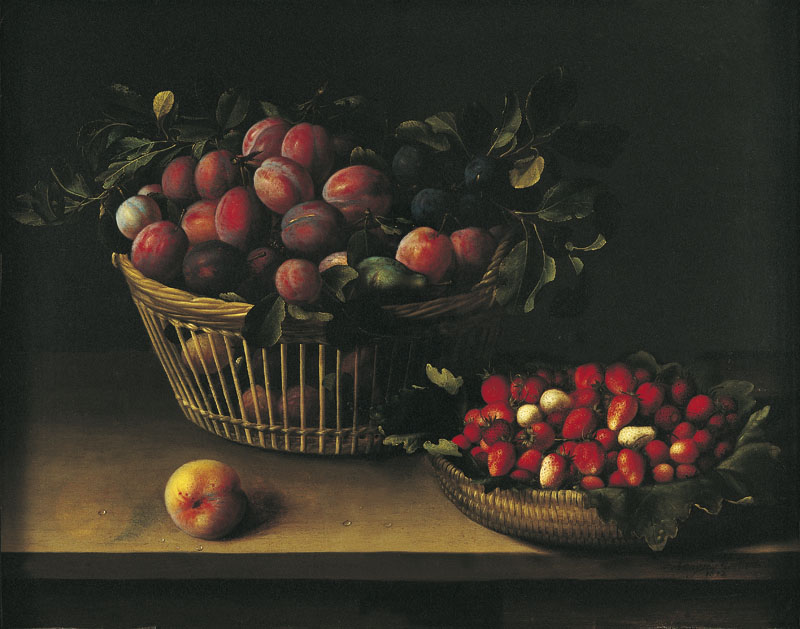
Cesta de ciruelas y canasta de fresas, 1632. Óleo sobre tabla, 44 x 58 cm, Toulouse, musée des Augustins

Louise Moillon (o Louÿse) (París, 1610-París, 21 de diciembre de 1696) fue una pintora francesa del siglo XVII especializada en bodegones.

## Biografía

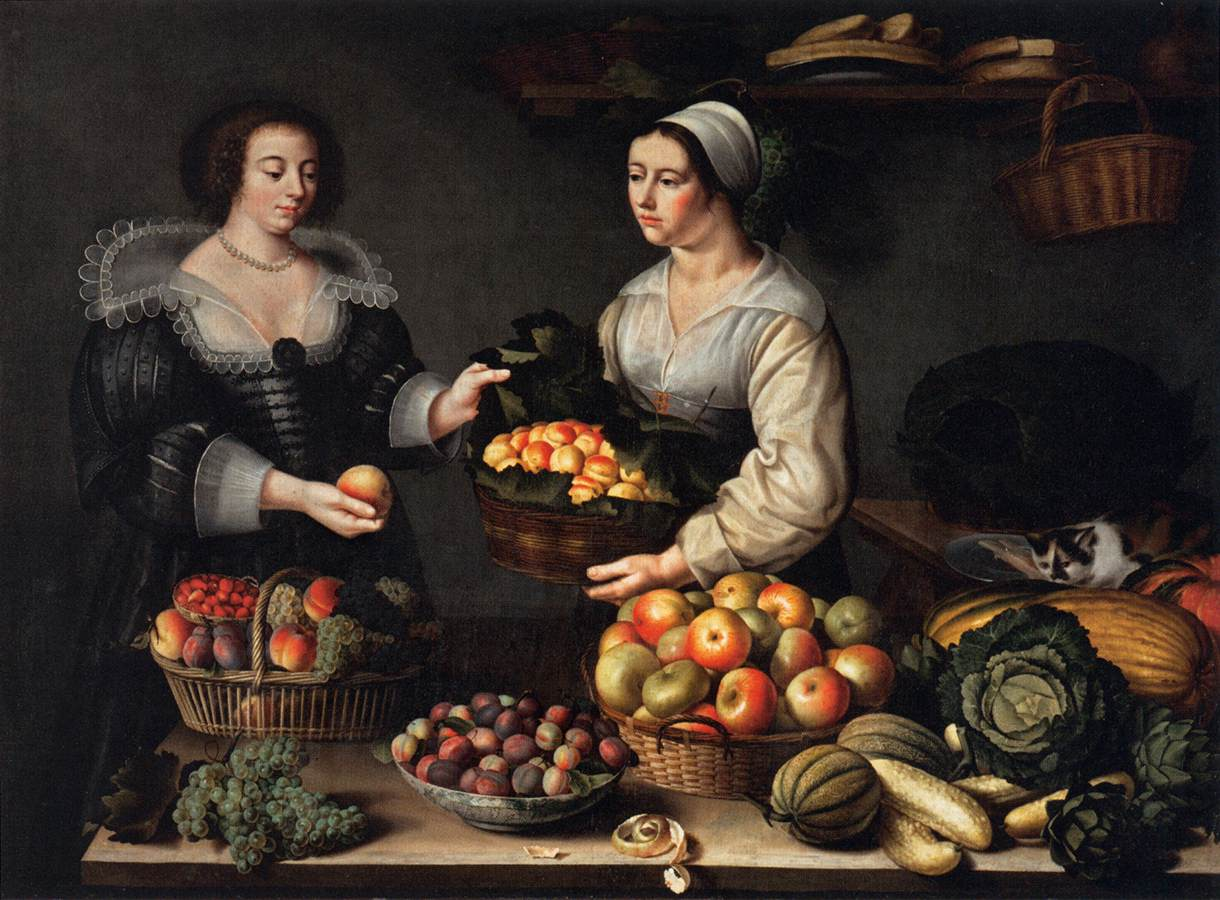
La vendedora de frutas y verduras, 1631, óleo sobre tabla, 48 x 65 cm, Museo del Louvre

Nacida en París, en el seno de una familia de pintores protestantes, fue hija del pintor Nicolás Moillon, muerto en 1619. Su madre contrajo nuevo matrimonio un año más tarde con François Garnier, pintor de naturalezas muertas y marchante de pintura, con quien se formó Louise junto con su hermano Isaac, también pintor.
Entre 1630, año de la muerte de su madre, y 1640 Luise trabajó activamente como pintora de bodegones, a los que ocasionalmente incorporó figuras humanas. Con una evidente influencia de la pintura holandesa y flamenca, aunque empleando una gama de colores más reducida, sus motivos más frecuentes son los frutales, generalmente en pequeño número y analizados con encantadora rusticidad. Corresponden a esta etapa la mayor parte de los alrededor de cuarenta bodegones de su mano que se conocen en la actualidad. En 1640 contrajo matrimonio con Étienne Girardot de Chancourt, un rico comerciante de maderas de París y hugonote, pero Louise no abandonó por completo la pintura, que continuó practicando hasta 1682.
Tras el Edicto de Fontainebleau de 1685, por el que se revocaba el Edicto de Nantes, la familia Girardot fue perseguida y la propia Louise sufrió vejaciones. Su marido fue encarcelado y dos hijos huyeron a Inglaterra, en tanto otro fue convertido a la fuerza. 
Murió en París a los 86 años, dejando en su testamento una ambigua confesión de fe, dando gracias a Dios por «haber dado a luz en la Iglesia y perseverado en la religión cristiana». Fue enterrada conforme al rito católico.
En el Museo Thyssen-Bornemisza de Madrid se expone un bodegón con frutas (h. 1637) perteneciente a la colección privada de la baronesa Carmen Thyssen.